# Chrysozephyrus birupa
Chrysozephyrus birupa är en fjärilsart som beskrevs av Moore 1877. Chrysozephyrus birupa ingår i släktet Chrysozephyrus och familjen juvelvingar. Inga underarter finns listade i Catalogue of Life.

## Bildgalleri

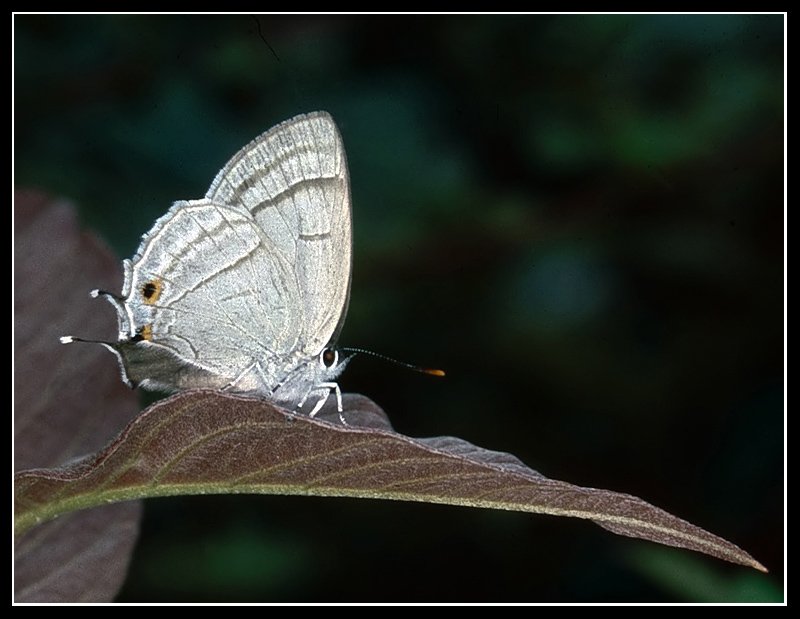
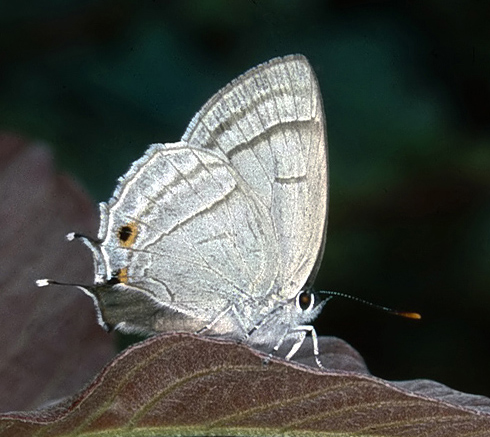
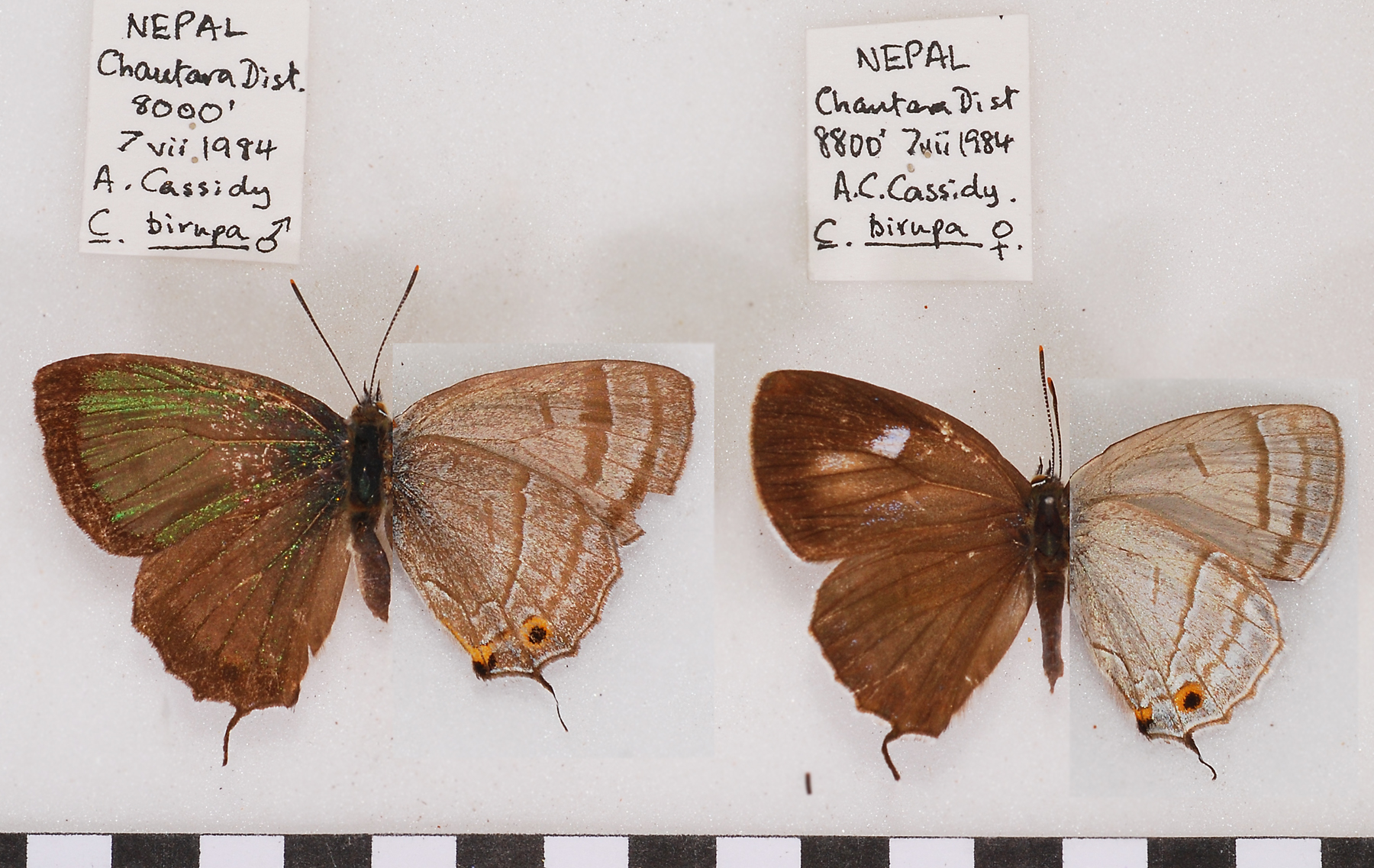